# تارجي بريفيك
تارجي بريفيك هو شخصية أعمال وسياسي نرويجي، ولد في 24 مارس 1965 في Ulvik ‏ في النرويج. نشط حزبياً في الحزب الليبرالي. في الانتخابات البرلمانية النرويجية 2017، انتخب عضو برلمان النرويج ‏ عن دائرة دائرة هوردالان ‏ وقد انضم خلال فترته النيابية ‏ (1 أكتوبر 2017 – 30 سبتمبر 2021) للكتلة البرلمانية الحزب الليبرالي وفي الانتخابات البرلمانية النرويجية 2013، انتخب عضو برلمان النرويج ‏ عن دائرة دائرة هوردالان ‏ وقد انضم خلال فترته النيابية ‏ (1 أكتوبر 2013 – 30 سبتمبر 2017) للكتلة البرلمانية الحزب الليبرالي.